# XVI Spadochronowe Mistrzostwa Śląska 1985
XVI Spadochronowe Mistrzostwa Śląska 1985 – odbyły się 28–31 maja 1985 na lotnisku Gliwice. Gospodarzem Mistrzostw był Aeroklub Gliwicki, a organizatorem Sekcja Spadochronowa Aeroklubu Gliwickiego. Do dyspozycji skoczków był samolot An-2TD SP-ANW.

## Rozegrane kategorie
Mistrzostwa rozegrano w siedmiu kategoriach spadochronowych:
- Indywidualna – celność lądowania (5 skoków) – skoki wykonywano z wysokości 1000 m i opóźnieniem 0–5 sekund
- Indywidualna – akrobacja indywidualna (3 skoki) – skoki wykonywano z wysokości z 2000 m i opóźnieniem 25 sekund
- Grupowa – celność lądowania
- Drużynowa – dwubój.

## Kierownictwo Mistrzostw
- Sędzia Główny: Krystian Kaik (Kraków)
- Kierownik Sportowy: Andrzej Grabania (Gliwice)
- Członek komisji sędziowskiej: Janusz Furtak (Gliwice).

Źródło :

## Medaliści
Medalistów XVI Spadochronowych Mistrzostw Śląska 1985 podano za: Jan Isielenis, Archiwum Sekcji Spadochronowej Aeroklubu Gliwickiego, 1985. Brak numerów stron w książce
| Konkurencja               | Złoto                | Srebro               | Brąz                 |
| Indywidualnie – celność   | Krzysztof Filus      | Bogdan Bryzik        | Mariusz Zalewski     |
| Indywidualnie – akrobacja | Mariusz Zalewski     | Józef Spieszny       | Krzysztof Filus      |
| Grupowa – celność         | Aeroklub Gliwicki II | Aeroklub Gliwicki I  | Aeroklub Podhalański |
| Drużynowo – dwubój        | Aeroklub Gliwicki I  | Aeroklub Gliwicki II | WKS Wawel Kraków     |

## Wyniki zawodów
Wyniki XVI Spadochronowych Mistrzostw Śląska 1985 podano za: Jan Isielenis, Archiwum Sekcji Spadochronowej Aeroklubu Gliwickiego, 1985. Brak numerów stron w książce
Na starcie stanęło 27 zawodników z 8 aeroklubów klubów krajowych  Polska: Śląskiego, Nowy Targ, Kieleckiego, Bielsko-Bialskiego, Podhalańskiego, Opolskiego i Gliwickiego, który jako gospodarz wystawił 3 zespoły oraz z WKS Wawel Kraków.

### Klasyfikacja indywidualna (celność lądowania – spadochronyklasyczne)

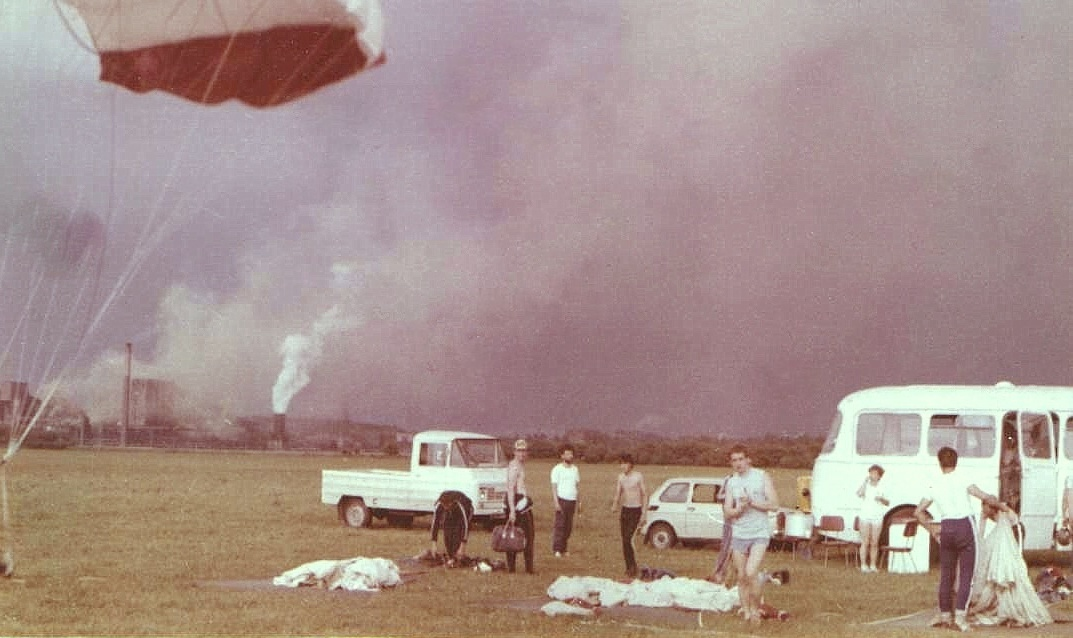
Mistrzostwa odbywały się przy nie najlepszej pogodzie

| Miejsce | Imię i nazwisko     | Nota łączna | Drużyna                  |
| 1.      | Krzysztof Filus     | 0,24 m      | Aeroklub Śląski          |
| 2.      | Bogdan Bryzik       | 0,25 m      | Aeroklub Gliwicki        |
| 3.      | Mariusz Zalewski    | 0,26 m      | Aeroklub Śląski          |
| 4.      | Henryk Kluka        | 0,47 m      | WKS Wawel Kraków         |
| 5.      | Józef Spieszny      | 0,49 m      | Aeroklub Nowy Targ       |
| 6.      | Artur Zbylut        | 0,51 m      | Aeroklub Kielecki        |
| 7.      | Jan Isielenis       | 0,93 m      | Aeroklub Gliwicki I      |
| 8.      | Janusz Kuzara       | 1,10 m      | WKS Wawel Kraków         |
| 9.      | Marek Boryczka      | 1,36 m      | Aeroklub Gliwicki II     |
| 10.     | Jan Strzałkowski    | 1,70 m      | Aeroklub Gliwicki I      |
| 11.     | Piotr Dziergas      | 2,46 m      | Aeroklub Bielsko-Bialski |
| 12.     | Mariusz Bieniek     | 2,48 m      | Aeroklub Gliwicki II     |
| 13.     | Zofia Brzozowska    | 2,55 m      | Aeroklub Podhalański     |
| 14.     | Adam Wojciech       | 3,05 m      | Aeroklub Opolski         |
| 15.     | Roman Grudziński    | 3,62 m      | Aeroklub Gliwicki I      |
| 16.     | Bogdan Langawa      | 3,69 m      | Aeroklub Podhalański     |
| 17.     | Jerzy Nieroda       | 5,49 m      | Aeroklub Bielsko-Bialski |
| 18.     | Lech Piekarski      | 5,92 m      | WKS Wawel Kraków         |
| 19.     | Paweł Komendera     | 6,43 m      | Aeroklub Bielsko-Bialski |
| 20.     | Roman Bednarski     | 9,67 m      | Aeroklub Opolski         |
| 21.     | Mirosław Szabliński | 10,13 m     | Aeroklub Opolski         |
| 22.     | Andrzej Bączek      | 13,53 m     | Aeroklub Gliwicki III    |
| 23.     | Piotr Dzudziak      | 15,36 m     | Aeroklub Gliwicki III    |
| 24.     | Janusz Piekarczyk   | 15,81 m     | Aeroklub Śląski          |
| 25.     | Ryszard Łodzikowski | 20,00 m     | Aeroklub Gliwicki III    |
| 26.     | Mariusz Jurczyk     | 20,91 m     | Aeroklub Śląski          |

### Klasyfikacja indywidualna (akrobacja indywidualna– spadochronyklasyczne)

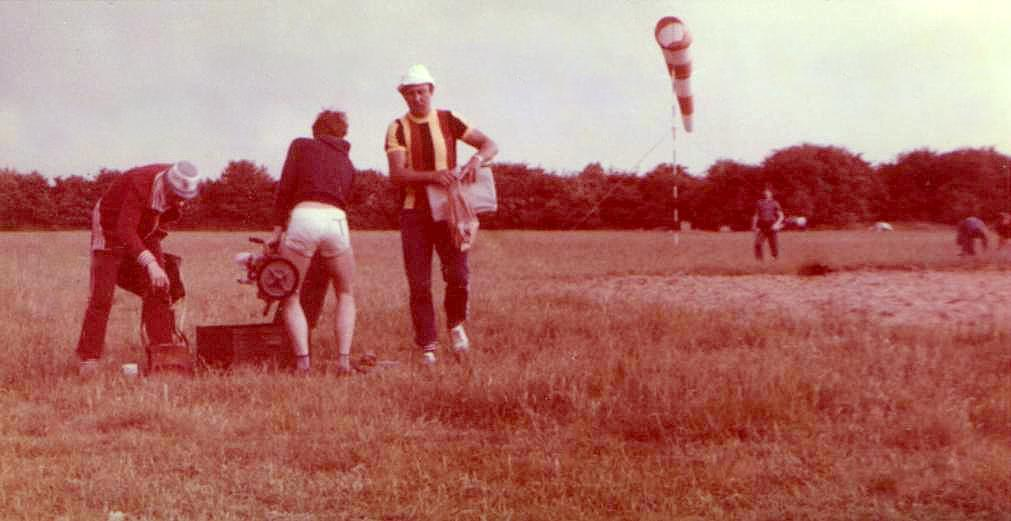
Sędziowie zawodów Krystian Kaik i Janusz Furtak montują swoje stanowisko do prowadzenia obserwacji

| Miejsce | Imię i nazwisko     | Nota łączna | Drużyna                  |
| 1.      | Mariusz Zalewski    | 8,06 pkt.   | Aeroklub Śląski          |
| 2.      | Józef Spieszny      | 8,53 pkt.   | Aeroklub Nowy Targ       |
| 3.      | Krzysztof Filus     | 9,43 pkt.   | Aeroklub Śląski          |
| 4.      | Roman Grudziński    | 9,86 pkt.   | Aeroklub Gliwicki I      |
| 5.      | Janusz Kuzara       | 10,01 pkt.  | WKS Wawel Kraków         |
| 6.      | Jan Isielenis       | 10,63 pkt.  | Aeroklub Gliwicki I      |
| 7.      | Henryk Kluka        | 11,13 pkt.  | WKS Wawel Kraków         |
| 8.      | Jan Strzałkowski    | 11,46 pkt.  | Aeroklub Gliwicki I      |
| 9.      | Mariusz Bieniek     | 11,53 pkt.  | Aeroklub Gliwicki II     |
| 10.     | Bogdan Bryzik       | 12,16 pkt.  | Aeroklub Gliwicki II     |
| 11.     | Adam Wojciech       | 12,07 pkt.  | Aeroklub Opolski         |
| 12.     | Artur Zbylut        | 13,16 pkt.  | Aeroklub Kielecki        |
| 13.     | Jerzy Nieroda       | 13,30 pkt.  | Aeroklub Bielsko-Bialski |
| 14.     | Marek Boryczka      | 13,40 pkt.  | Aeroklub Gliwicki II     |
| 15.     | Lech Piekarski      | 13,80 pkt.  | WKS Wawel Kraków         |
| 16.     | Zofia Brzozowska    | 13,83 pkt.  | Aeroklub Podhalański     |
| 17.     | Bogdan Langawa      | 14,03 pkt.  | Aeroklub Podkarpacki     |
| 18.     | Piotr Dziergas      | 14,80 pkt.  | Aeroklub Bielsko-Bialski |
| 19.     | Paweł Komendera     | 16,00 pkt.  | Aeroklub Bielsko-Bialski |
| 20.     | Roman Bednarski     | 16,00 pkt.  | Aeroklub Opolski         |
| 21.     | Mirosław Szabliński | 16,00 pkt.  | Aeroklub Opolski         |
| 22.     | Andrzej Bączek      | 16,00 pkt.  | Aeroklub Gliwicki III    |
| 23.     | Piotr Dudziak       | 16,00 pkt.  | Aeroklub Gliwicki III    |
| 24.     | Janusz Piekarczyk   | 16,00 pkt.  | Aeroklub Śląski          |
| 25.     | Ryszard Łodzikowski | 16,00 pkt.  | Aeroklub Gliwicki III    |
| 26.     | Mariusz Jurczyk     | 16,00 pkt.  | Aeroklub Śląski          |

### Klasyfikacja grupowa celność lądowania – spadochronyklasyczne
| Miejsce | Drużyna                  | Wynik drużyny |
| ------- | ------------------------ | ------------- |
| 1.      | Aeroklub Gliwicki II     | 4,13 m        |
| 2.      | Aeroklub Gliwicki I      | 6,25 m        |
| 3.      | Aeroklub Podhalański     | 6,73 m        |
| 4.      | WKS Wawel Kraków         | 7,49 m        |
| 5.      | Aeroklub Bielsko-Bialski | 14,36 m       |
| 6.      | Aeroklub Śląski          | 16,31 m       |
| 7.      | Aeroklub Opolski         | 22,85 m       |
| 8.      | Aeroklub Gliwicki III    | 48,68 m       |

### Klasyfikacja drużynowa dwubój – spadochronyklasyczne
| Miejsce | Drużyna                  | Wynik drużyny |
| ------- | ------------------------ | ------------- |
| 1.      | Aeroklub Gliwicki I      | 20,20 pkt.    |
| 2.      | Aeroklub Gliwicki II     | 23,22 pkt.    |
| 3.      | WKS Wawel Kraków         | 24,54 pkt.    |
| 4.      | Aeroklub Podhalański     | 25,16 pkt.    |
| 5.      | Aeroklub Śląski          | 39,37 pkt.    |
| 6.      | Aeroklub Bielsko-Bialski | 40,46 pkt.    |
| 7.      | Aeroklub Opolski         | 49,55 pkt.    |
| 8.      | Aeroklub Gliwicki III    | 78,68 pkt.    |